# Achatocarpaceae
Achatocarpaceae là một họ thực vật có hoa trong bộ Cẩm chướng. Nó bao gồm khoảng 7-10 loài cây thân gỗ với quả mọng chứa 1 hạt, phân bổ trong 2-3 chi tại khu vực nhiệt đới và cận nhiệt đới của Trung Mỹ, kéo dài tới miền tây nam Hoa Kỳ và miền tây Nam Mỹ. Họ này được phần lớn các nhà phân loại học công nhận. Do không có ở Việt Nam và là họ còn ít được nghiên cứu nên không có tên gọi tương ứng trong tiếng Việt.
Hệ thống APG II năm 2003; không thay đổi so với hệ thống APG năm 1998, cũng công nhận họ này và đặt nó trong nhánh có quan hệ chị em gần gũi với hai họ lớn là họ Dền (Amaranthaceae) và họ Cẩm chướng (Caryophyllaceae), đều thuộc bộ Cẩm chướng, trong nhánh thực vật hai lá mầm thật sự phần lõi (core eudicots).

## Hình ảnh

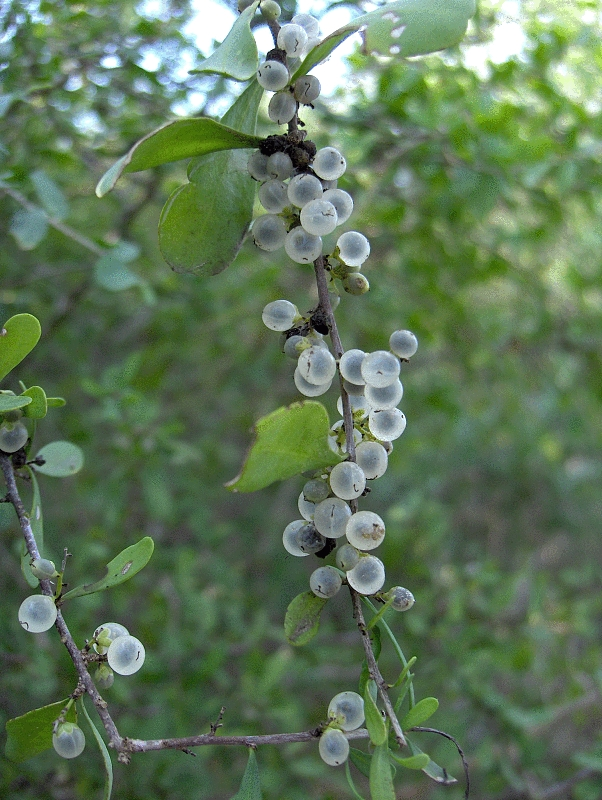

## Các chi
- Achatocarpus Triana
- Phaulothamnus A.Gray